# Товариство діячів образотворчого мистецтва на Підкарпатській Русі
Товариство діячів образотворчого мистецтва на Підкарпатській Русі («Т-во дЂятелей зображаючих искуств на Подкарпатской Руси») засноване 1931 в Ужгороді. Головою Товариства був А. Ерделій, членами товариства були всі найкращі малярі Закарпаття (Йосип Бокшай, А. Борецький, А. Добош, Ернест Кондратович й ін.), у тому числі і неукраїнці; всіх близько 40. Товариство влаштовувало щорічні виставки. У 1939 назву замінено на Союз подкарпатских художников.